# Puccio Capanna

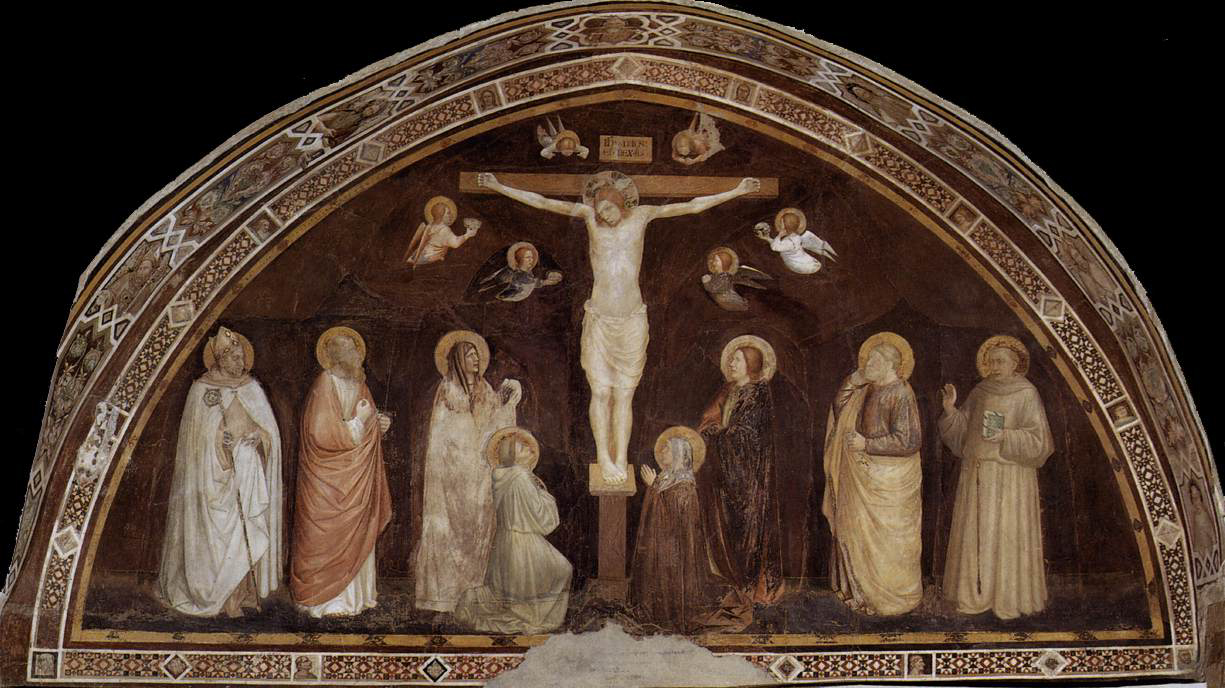
Crucifixión en la Basílica de San Francisco de Asís.

Puccio Capanna fue un pintor italiano de la primera mitad del siglo XIV, que vivió y trabajó en Asís, Umbría. También es conocido como Puccio Campana. Era de origen florentino.
Vasari dice de él que fue uno de los más destacados pupilos de Giotto. A pesar de su origen, el pueblo de Asís lo consideraba conciudadano, ya que dejó una gran cantidad de obras en las iglesias de la localidad, como por ejemplo, en la Basílica de San Francisco. También se le atribuye la Santa María Egipciaca de la iglesia de San Francisco en Pistoia. Un documento de 1341, confirma la existencia de un pintor de Asís nombrado Puccio di Capanna; se indica un encargo de las autoridades a Puccius Cappanej et Cecce Saraceni, pictores de Assisio para pintar imágenes de la Virgen y Niño con Santos en la Porta externa platee nove y la Porta Sancti Ruphini( Catedral de Asís). También hay un registro documental de 1347, cuando «vendió bueyes al Sacro Convento».
Muchas de las obras que realizó, según Fra Ludovico da Pietralunga y Vasari, se han perdido. Algunas pinturas de la Pasión en la bóveda de la Basílica de San Francisco de Asís. También le han sido atribuidas las Escenas de la vida de San Francisco y de Cristo, pintadas en la capilla mayor de la iglesia de San Francisco en Pistoia.